# Plaza del Buen Suceso (Sevilla)
La plaza del Buen Suceso es un espacio público de la ciudad española de Sevilla.

## Descripción
La plaza se llama así por estar en ella la iglesia del Buen Suceso, que en su momento fue hospital. Tiene accesos por las calles Escarpín, Mercedes de Velilla y Ortiz de Zúñiga. Aparece descrita en la Noticia histórica del origen de los nombres de las calles de esta ciudad de Sevilla (1839) de Félix González de León con las siguientes palabras:

Plaza del Buen Suceso. Está en el cuartel B. y en la parroquia de S. Pedro, es una plazoletilla muy pequeña que toma el nombre del hospital dedicado á Ntra. Sra. del Buen Suceso, que está situado en ella. Este hospital se fundó poco despues del año de 1600, por los hermanos del instituto del licenciado Bernardino de Obregon; y su destino era para convalecencia de los enfermos que salian de los demas hospitales. Hacía algunos años que estaba perdida esta hospitalidad, que en el dia han pasado sus cortas rentas á la junta de Beneficencia. El hospital era cómodo, aunque no muy grande; la iglesia aunque pequeña muy bonita, tiene solo cinco altares todos dedicados á la Santísima Virgen en varios misterios, y se concluyó y estrenó el dia 8 de Setiembre de 1730. Su fachada esterior nada tiene que observar, ni la plaza que está entre las calles de la Calceta y de la Corona, tiene nada que advertir.
(González de León, 1839, p. 31)